# Mikael Krafft
Mikael Krafft (* 13. Januar 1946) ist ein schwedisch-luxemburgisch-monegassischer Reeder.

## Leben und Wirken
Krafft ist der Nachfahre eines deutschen Seemanns, der sich in Schweden niederließ. Die folgenden Generationen fuhren, bis auf seinen Vater, alle zur See. Sein Vater dagegen wurde Schiffbauingenieur. Mikael wuchs in Saltsjöbaden nahe Stockholm zwischen Werften und Yachten auf. Dort erzählten die Seeleute von den Clippern, die einst die Meere beherrschten. Als Schuljunge segelte er mehrfach zum finnischen Mariehamn, kletterte im Museumshafen auf der Pommern herum und träumte davon, so ein Schiff auch einmal zu bauen.
Er studierte Seerecht an der Universität Stockholm und wurde Anwalt in Paris und Brüssel. In Brüssel gründete er ein Immobilienunternehmen. Er kaufte daneben vom Konkurs bedrohte Unternehmen, sanierte sie und verkaufte diese mit Gewinn. Ferner war er im Ölgeschäft tätig. Dann verkaufte er alles, um seinen Traum von der Wiederbelebung der legendären Klipperromantik zu erfüllen, wobei er von seiner Ehefrau Ann tatkräftig unterstützt wurde.
Er gründete eine Reederei und fand mit dem schottischen Konstrukteur Robert McFarlane und dem erfahrenen Schiffsdesigner Zygmunt Choreń Gleichgesinnte. 1991 und 1992 liefen seine Viermastbarkentine Star Clipper und deren Schwesterschiff Star Flyer vom Stapel, mit denen er Segeltörns in aller Welt anbietet. Im Juli 2000 brachte er ein noch größeres Kreuzfahrt-Segelschiff, den Fünfmaster Royal Clipper, auf Jungfernfahrt. Dieses Schiff, ein 55-Millionen-Dollar-Projekt, ist bis heute das Flaggschiff seiner Flotte und stellt einen Nachbau der deutschen Preußen (1902–1910) dar. Es ist somit – nach ihrem Vorbild – erst das zweite Fünfmastvollschiff der Seefahrtsgeschichte. 2009 sollte eine 162 Meter lange Fünfmastbark folgen, ein (überdimensionierter) Nachbau der France. Dieses 2015 in Brodosplit (Kroatien) auf Kiel gelegte Schiff wurde jedoch nur verzögert fertiggestellt und letztendlich aufgrund von Rechtsstreitigkeiten nicht von Krafft übernommen.